# Dagor Dagorath
Dagor Dagorath (Sindarijns, Slag der Slagen) is in het fictieve legendarium van J.R.R. Tolkien de eindstrijd, te vergelijken met Ragnarök in de Oudnoorse en Armageddon in de christelijke mythologie. 
Deze eindstrijd werd voorspeld door Mandos in zijn Tweede Voorspelling. Wanneer deze eindstrijd zal plaatsvinden wordt niet gezegd. Zeker is dat ze zal beginnen als Melkor (ook wel Morgoth genoemd), de bron van alle Kwaad; uitvindt hoe hij de poort tot zijn gevangenis, de Deur van de Nacht, moet openen. Daarna zal hij de Zon en de Maan vernietigen. Uit liefde voor de Zon en de Maan zal Eärendil de Zeevaarder, die verantwoordelijk was voor de sterren, in Valinor een bijeenkomst organiseren met de Vala Tulkas, de Maia Eönwë en de Mens Túrin Turambar. Alle Vrije Volken van Midden-aarde, Elfen, Mensen en Dwergen zullen worden verzameld om deel te nemen aan deze strijd tegen Morgoth. Ar-Pharazôn, de laatste koning van Númenor en zijn mannen, die in hun hoogmoed Aman binnenvielen, zullen worden vrijgelaten uit hun gevangenis en meestrijden tegen Morgoth. Manwë, Koning van de Valar, zal persoonlijk van de Taniquetil afdalen om de strijd tegen Melkor te leiden.
Melkor zal veel van zijn volgelingen opwekken uit de dood, waaronder Sauron, om tegen de strijdkrachten van de Valar te vechten. Tijdens de slag zal Tulkas persoonlijk met Melkor worstelen, maar Túrin Turambar, de tragische held uit de Eerste Era, zal Melkor met zijn zwaard Gurthang doorboren. Met deze daad zal Túrin de Kinderen van Húrin wreken en daarmee alle Mensen. De Pelóribergen zullen met de grond gelijk gemaakt worden en uit de aarde, de hemel en de zee zullen de Silmarillen worden teruggebracht. Vervolgens zal de geest van Fëanor worden vrijgelaten uit de hallen van Mandos en de Silmarillen teruggeven aan Yavanna, die het licht van de Twee Bomen van Valinor zal herstellen. Hierna zal de aarde weer jong worden.
De slag zal het einde van de wereld, Arda, inluiden en deze zal worden vernieuwd in een Tweede Muziek van de Ainur waaraan ook de Mensen deel zullen nemen. Over deze Muziek is niets bekend, behalve dat ze mooier zal zijn dan de Eerste Muziek van de Ainur. De Dwergen geloven dat ze hun schepper, Aulë, mee zullen helpen met het (her)bouwen van Arda.